# Fagonia mollis
Fagonia mollis là một loài thực vật có hoa trong họ Zygophyllaceae. Loài này được Delile miêu tả khoa học đầu tiên năm 1813.